# 帕爾河
48°46′24″N 11°36′54″E / 48.77333°N 11.61500°E

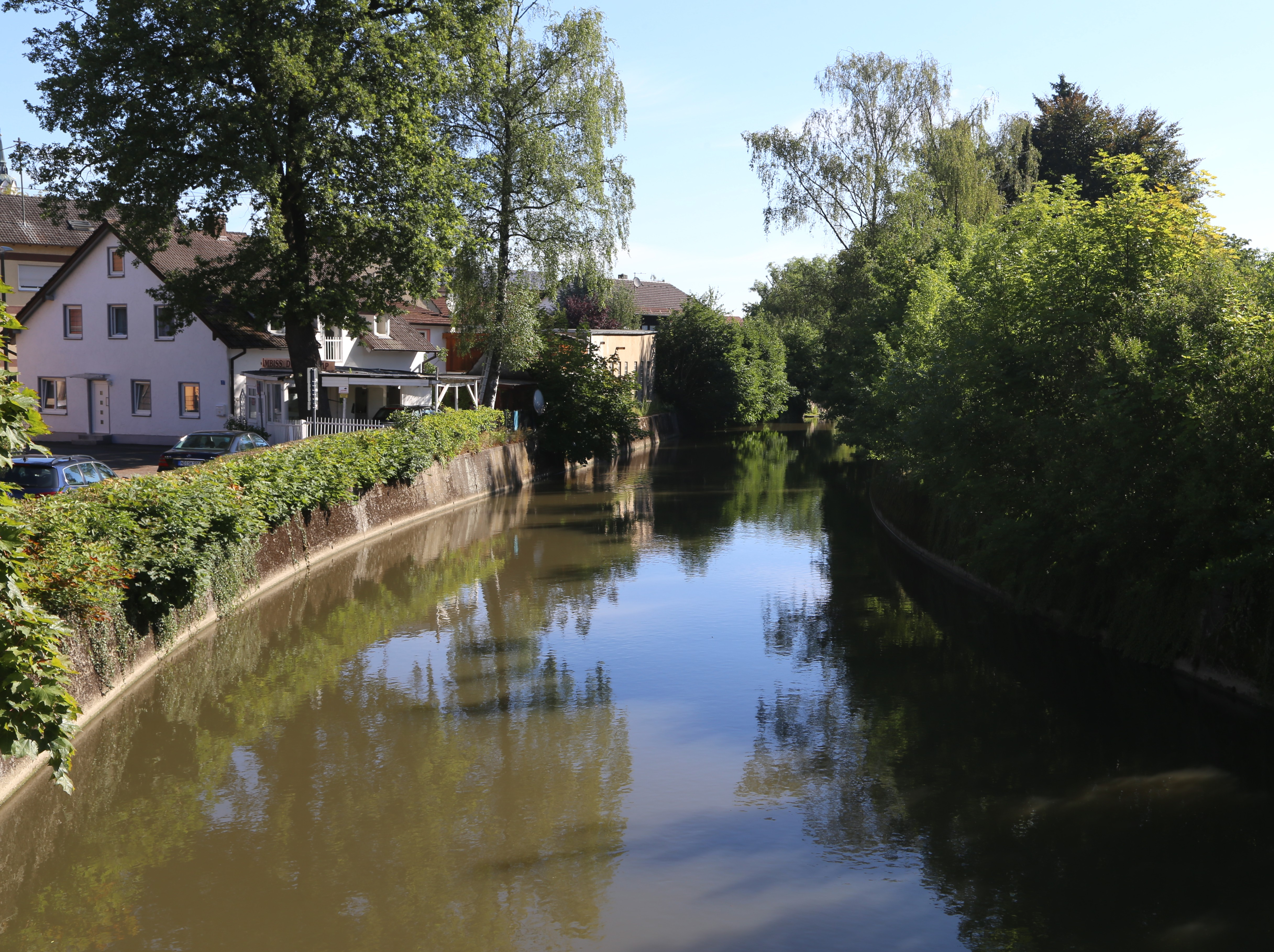
帕爾河

帕爾河（德語：Paar，發音：[paːɐ] ⓘ）是德國的河流，位於巴伐利亞，屬於多瑙河的右支流，河道全長134公里，流域面積1,632平方公里，河口處在多瑙河畔福堡附近，河畔城鎮有埃格灵、梅州、艾夏赫、施羅本豪森和曼兴。